# كورتني لويس
كورتني لويس (بالإنجليزية: Courtney Lewis)‏ هو موزع بريطاني، ولد في 29 مايو 1984.

## وصلات خارجية
- كورتني لويس على موقع ميوزك برينز (الإنجليزية)